# Wapen van Erpe-Mere

Het wapen van Erpe-Mere (sinds 1981).

Het Wapen van Erpe-Mere is het heraldisch wapen van de Oost-Vlaamse stad Erpe-Mere. Het wapen werd op 8 mei 1981, per ministerieel besluit, op toegekend.

## Geschiedenis
Na de fusie in 1976 van Aaigem, Bambrugge, Burst, Erondegem, Erpe, Mere, Ottergem en Vlekkem tot de nieuwe gemeente Erpe-Mere werd besloten een nieuw gemeentewapen aan te vragen gebaseerd op de geschiedenis van de deelgemeenten. Het zwaard van keel op een veld van zilver verwijst naar het feit dat al de deelgemeenten deel uitmaakten van het Land van Aalst (een zwaard was al in de gemeentewapens van Erondegem, Mere en Ottergem terug te vinden), terwijl de leeuw van keel het wapen van de heren van Erpe was (een leeuw was al in de gemeentewapens van Burst, Erpe en Aaigem terug te vinden) en de acht sterren van lazuur in de zoom verwijzen naar de acht deelgemeenten (sterren werden al in de gemeentewapens van Aaigem en Vlekkem terug te vinden).

Wapens van de deelgemeenten
Wapen van Aaigem.
Bambrugge (voerde nooit een wapen).
Wapen van Burst.
Wapen van Erondegem.
Wapen van Erpe.
Wapen van Mere.
Wapen van Ottergem.
Wapen van Vlekkem.

## Blazoen
Het wapen heeft de volgende blazoenering:
In zilver een leeuw van keel, met voor hem een zwaard van hetzelfde en acht vijfpuntige sterren van lazuur, zoomsgewijze geplaatst.— Ministerieel Besluit van 8 mei 1981.

## Verwante wapens

Wapen van Aalst.
Wapen van Geraardsbergen.
Wapen van Lierde.
Wapen van Ninove.